# Margelana discrepans
Margelana discrepans är en fjärilsart som beskrevs av Otto Staudinger 1891. Margelana discrepans ingår i släktet Margelana och familjen nattflyn. Inga underarter finns listade i Catalogue of Life.